# ᶉ
ᶉ, appelé r crochet palatal, est une lettre latine utilisée auparavant dans l'alphabet phonétique international, rendu obsolète en 1989, lors de la convention de Kiel.

## Utilisation
La lettre ᶉ était utilisée pour représenter une trille alvéolaire palatalisé. Après 1989, la lettre est changée pour rʲ.

## Représentations informatiques
Le r crochet palatal peut être représenté avec les caractères Unicode suivants : 
- précomposé (Alphabet phonétique international, diacritiques)[1] :

| formes    | représentations | chaînes de caractères | points de code | descriptions                              |
| --------- | --------------- | --------------------- | -------------- | ----------------------------------------- |
| minuscule | ᶉ               | ᶉ                     | U+1D89         | lettre minuscule latine r crochet palatal |

- décomposé et normalisé NFD (Alphabet phonétique international, diacritiques) :

| formes    | représentations | chaînes de caractères | points de code | descriptions                                          |
| --------- | --------------- | --------------------- | -------------- | ----------------------------------------------------- |
| minuscule | r̡               | r◌̡                    | U+0072 U+0321  | lettre minuscule latine r diacritique crochet palatal |